# 21149 Кенмітчелл
21149 Кенмітчелл (21149 Kenmitchell) — астероїд головного поясу, відкритий 19 квітня 1993 року.
Тіссеранів параметр щодо Юпітера — 3,806.